# Gezoneerde vlekplaat
De gezoneerde vlekplaat (Panaeolus cinctulus) is een schimmel behorend tot de familie Galeropsidaceae. Hij leeft saprotroof op mest en bemeste bodem, enkele malen gemeld van cementen vloeren, stro en hooi, in loof- en gemengd bos, graslanden, parken en tuinen op allerlei bodemtypen, maar het meest op zandgrond. Ook veelvuldig gezien in komkommerkassen.

## Kenmerken
Hoed
De hoed is diameter is 1-5 (tot 8) cm. De vorm is halfbolvormig of convex van vorm, meestal met een umbo in het midden. De kleur is vleesbruin, zeer hygrofanisch, vanaf de bovenkant vervagend en met een lichtere rand, waardoor een donkerdere zone ontstaat tussen hen. Bedekt door een droge, gladde, gerimpelde of putvormige cellulaire cuticula.
Lamellen
De lamellen zijn aan de steel gehecht. In volwassen toestand is de kleur zwartachtig, ongelijkmatig gekleurd, gevlekt als gevolg van niet-gelijktijdige rijping van de sporen.
Steel
De steel is 0,4–0,6 cm in diameter. De kleur is vleesbruin of roodbruin. Het oppervlak is licht mat over de gehele lengte.
Sporenprint
De sporenprint is zwart.

## Microscopische kenmerken
De sporen zijn licht ruitvormig, enigszins afgeplat, met afmetingen van 11–14 × 7,5–10 × 7–8 μm en een glad oppervlak met een kiempore. De basidia zijn 2–4 sporig.

## Verspreiding
De gezoneerde vlekplaat komt voor Noord-Amerika en enkele Europese landen.
In Nederland komt hij vrij algemeen voor. Hij staat op de rode lijst in de cateorie 'kwetsbaar.

## Ecologie
Het is een coprofiele schimmel die rechtstreeks op uitwerpselen groeit, vooral paardenuitwerpselen, in gebieden, velden en parken waar deze uitwerpselen voorkomen. De vruchtvorming duurt van mei tot oktober, de vruchtlichamen groeien vaak in groepen.

## Foto's

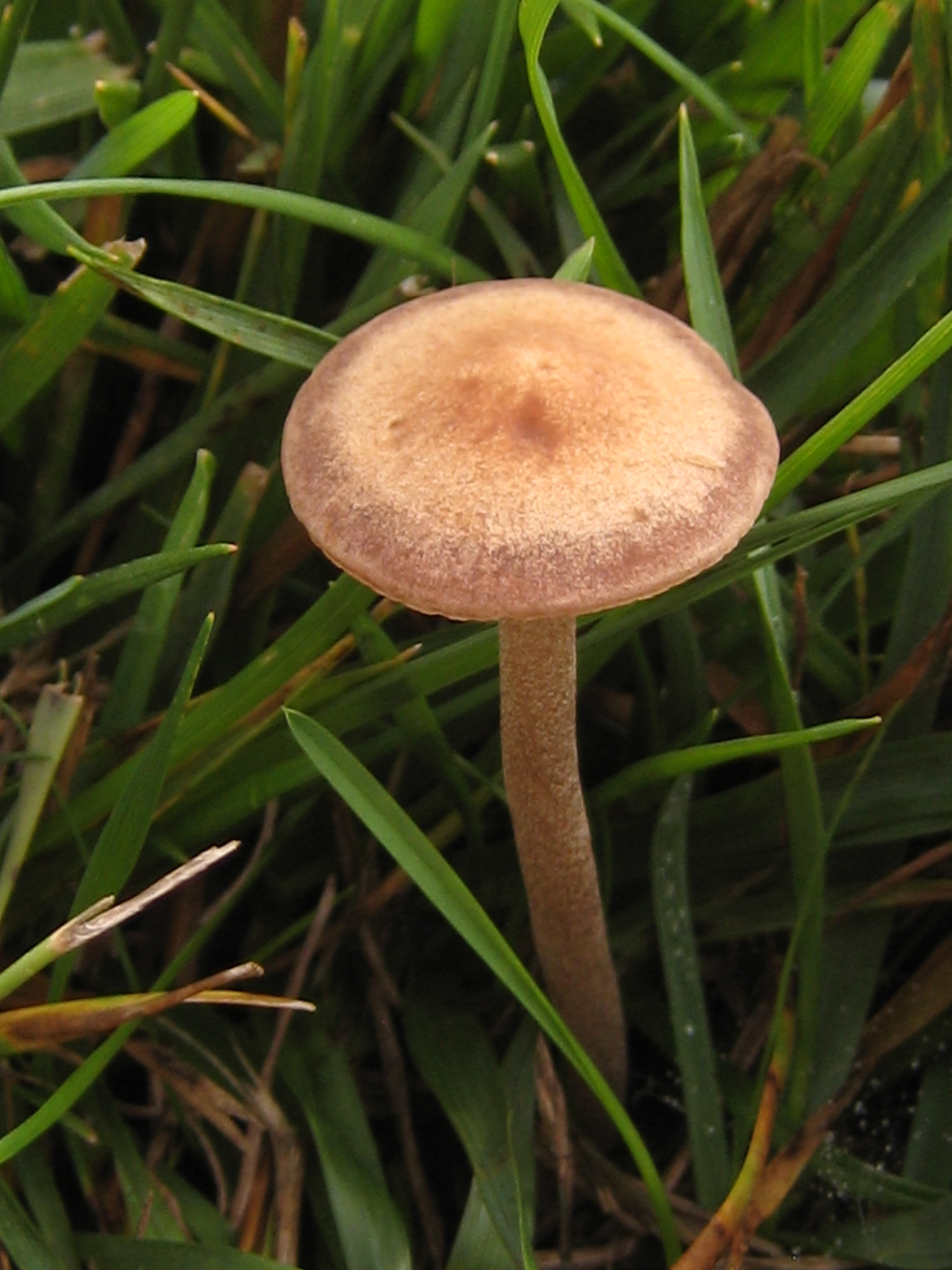
Hoed
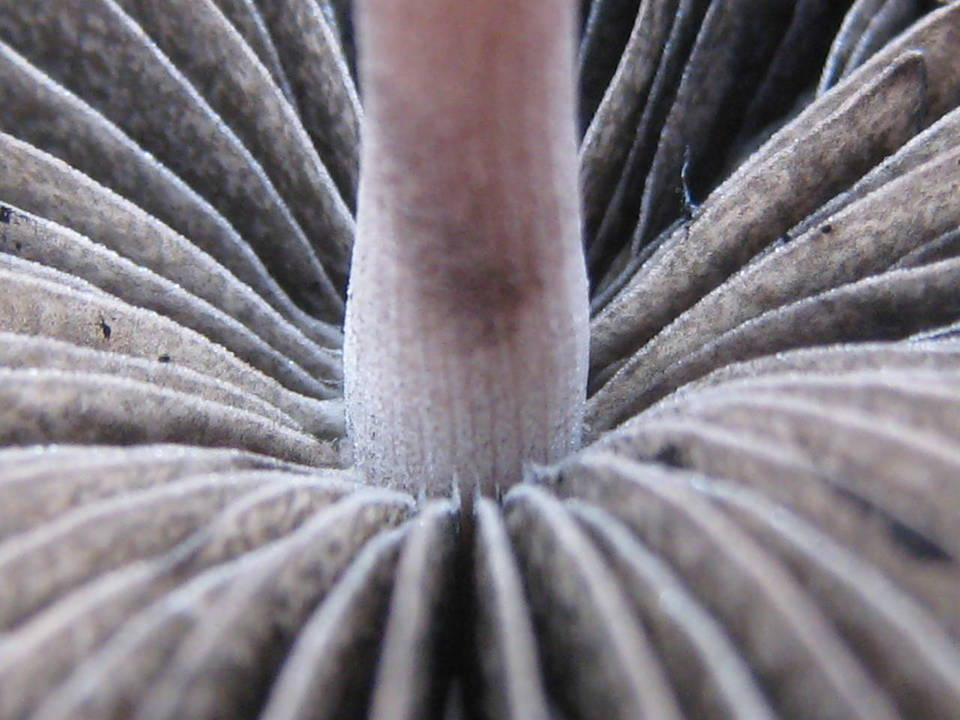
Lamellen
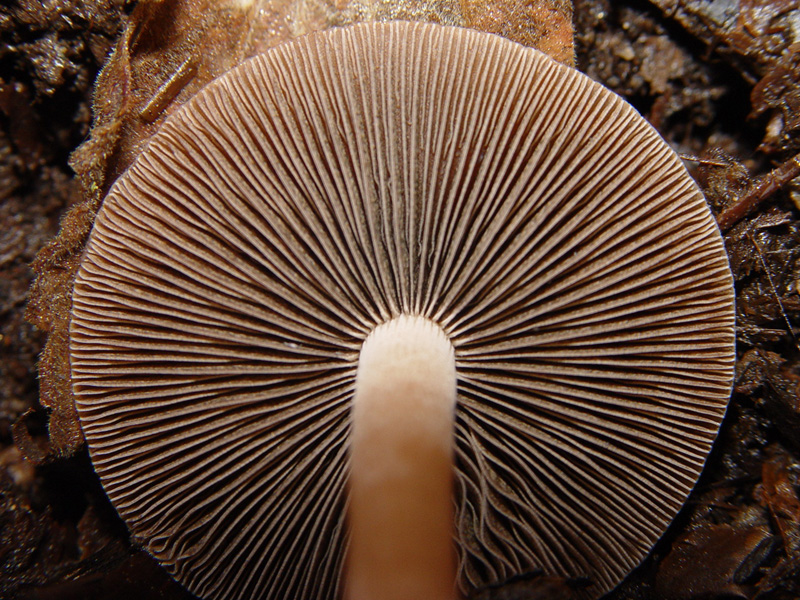
lamellen
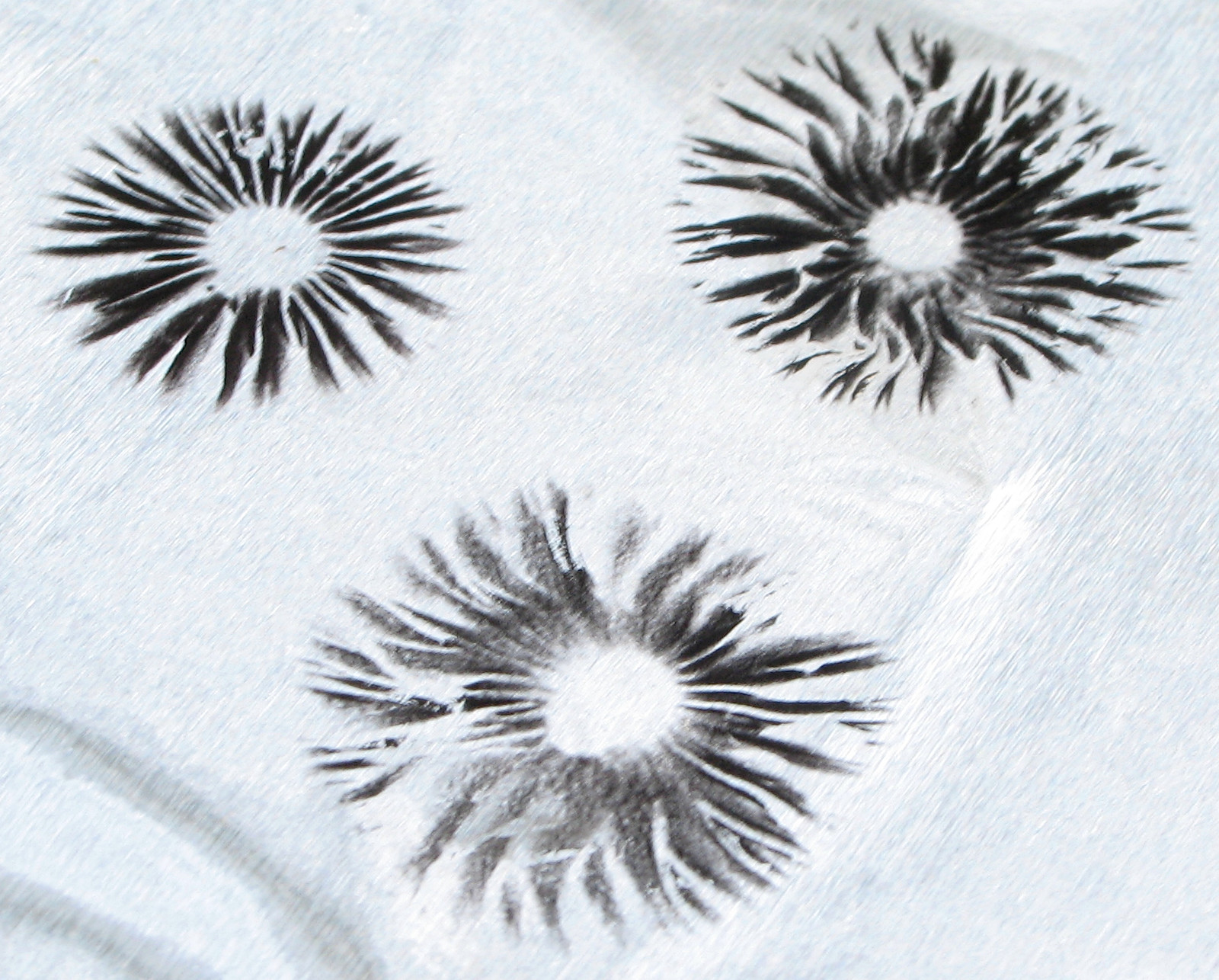
Sporenprint
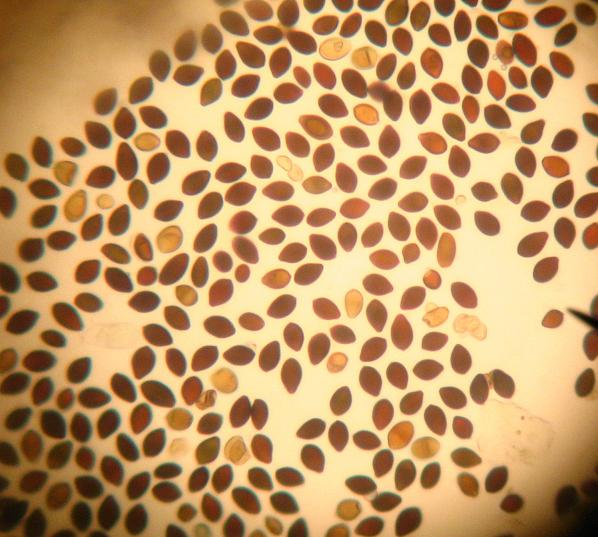
Sporen